# Niels Zuidweg
Niels Zuidweg (Den Haag, 23 juli 1974) is een voormalig Nederlands waterpolospeler.
Niels Zuidweg nam als waterpoloër eenmaal deel aan de Olympische Spelen, in 2000. Hij eindigde met het Nederlands team op de elfde plaats. In de competitie speelt Zuidweg nog steeds (seizoen 2008-2009) in de hoofdmacht van AZC uit Alphen aan den Rijn, hij veroverde hier al meerdere lands- en bekertitels.
Marco Booij · 
Bjørn Boom · 
Bobbie Brebde · 
Matthijs de Bruijn · 
Arie van de Bunt · 
Arno Havenga · 
Bas de Jong · 
Harry van der Meer · 
Gerben Silvis · 
Kimmo Thomas · 
Eelco Uri · 
Niels Zuidweg